# Konon Mołody
Konon Trofimowicz Mołody (ros. Конон Трофимович Молодый; ur. 22 stycznia 1922 w Moskwie, zm. 11 października 1970 k. Miedynia) – agent radzieckiego wywiadu, pułkownik. Uważany za jednego z najzdolniejszych i najskuteczniejszych rezydentów KGB.

## Biografia

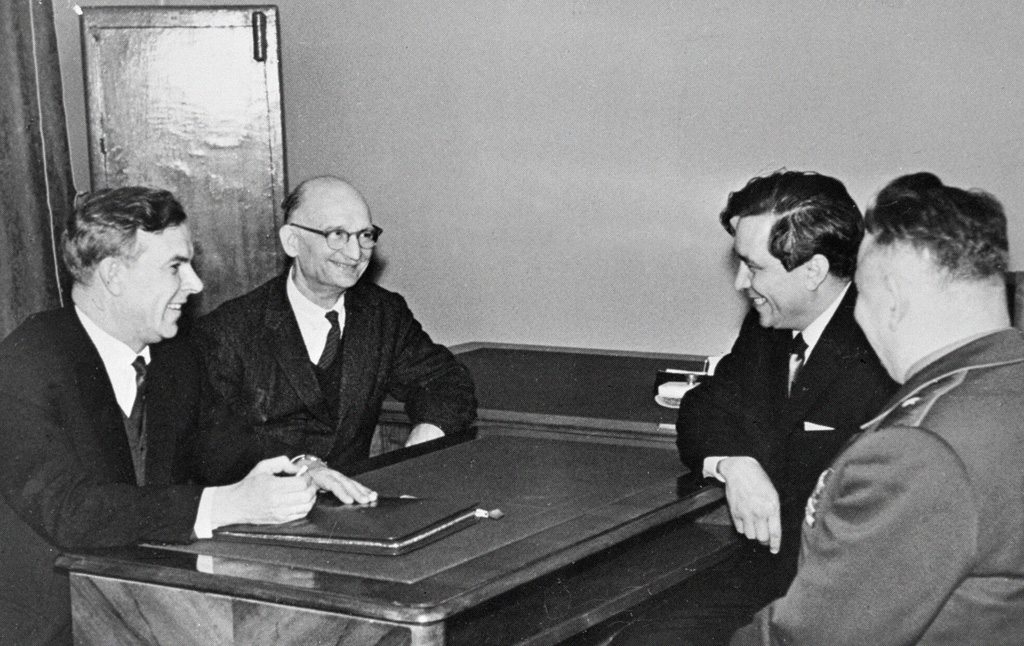
Konon Mołody (drugi od prawej) w towarzystwie szefa KGB Władimira Siemiczastnego (pierwszy od lewej) i Williama Fishera (drugi od lewej). Moskwa, wrzesień 1964

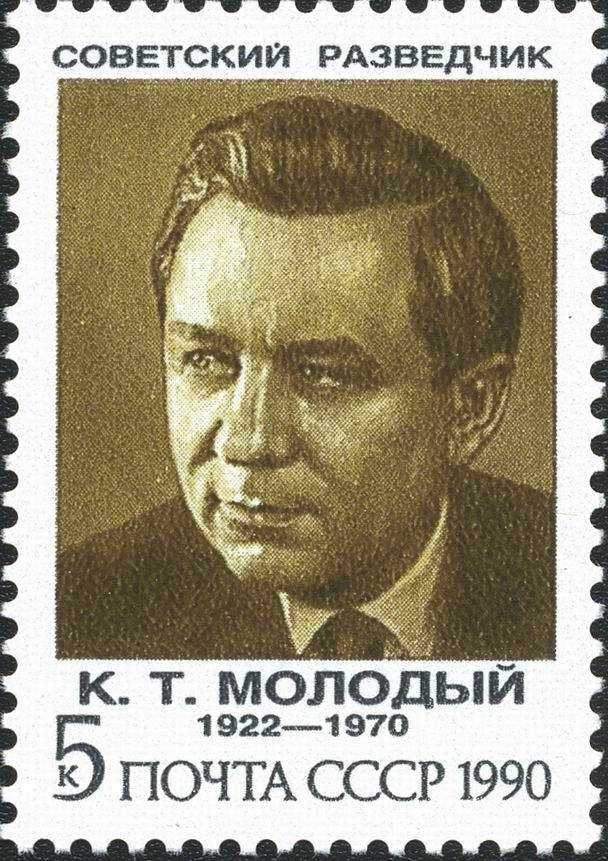
Na znaczku poczty ZSRR z 1990 roku

Konon Mołody urodził się 22 stycznia 1922 roku w Moskwie w rodzinie inteligenckiej. Swoje starogreckie i dość nietypowe w Rosji imię, Konon otrzymał na cześć swojego dziadka. Jego ojciec – Trofim Kononowicz Mołody (1889-1929) był profesorem fizyki na Uniwersytecie Moskiewskim, zmarł w wieku niespełna 40 lat na udar mózgu. Matka – pracownik naukowy instytutu protetyki, po śmierci męża poświęciła się wychowaniu swoich dwóch synów. W wieku 10 lat (1932) Konon opuścił ZSRR i wyjechał do swojej ciotki w Stanach Zjednoczonych, gdzie kolejne sześć lat spędził w San Francisco. W 1938 roku powrócił do Moskwy, gdzie w 1940 ukończył szkołę średnią. W październiku tego samego roku został powołany do wojska. Służbę wojskową zakończył po sześciu latach w stopniu porucznika. Był uczestnikiem II wojny światowej, od pierwszych jej dni walcząc na froncie jako zwiadowca. Po demobilizacji rozpoczął studia na wydziale prawa moskiewskiej Akademii Handlu Zagranicznego (WAWT), którą ukończył z wyróżnieniem w 1951 roku. W tym samym roku rozpoczął służbę w I Zarządzie KGB (wywiad zagraniczny). Od 1954 roku pod fałszywą tożsamością działał w Kanadzie, USA, a od marca 1955 w Wielkiej Brytanii. Przez cały ten okres oficjalnie używał nazwiska Gordon Lonsdale (Gordon Arnold Lonsdale), a jego operacyjny kryptonim brzmiał „Ben”. To właśnie w Wielkiej Brytanii osiągnął swoje największe sukcesy. Dzięki odpowiednim cechom charakteru – przedsiębiorczości i łatwości w nawiązywaniu kontaktów – otworzył kilka firm, które stosunkowo szybko, głównie dzięki kontraktom z Royal Navy uczyniły go milionerem. Jego holding specjalizował się w projektowaniu i produkcji prostych automatów do sprzedaży produktów żywnościowych i samochodowych alarmów antywłamaniowych, ale również maszyn obliczeniowych i wysoce skomplikowanych zamków. W 1960 roku elektroniczny zamek wyprodukowany w jednej z jego firm otrzymał złoty medal na wystawie w Brukseli. Typ działalności biznesowej jaką prowadził, dawał Kononowi możliwość swobodnego poruszania się po całym kraju i nawiązywania znajomości z ważnymi ludźmi. Jego niesamowity talent do interesów i związane z tym pozyskiwanie środków finansowych uczyniły go w pełni niezależnym pod względem finansowym od struktur legalnej rezydentury, zapewniły samofinansowanie dla niego samego oraz zwerbowanych przez niego agentów, a nawet zaczęły przynosić dość spory dochód KGB. Mołody posiadał w Londynie i na terenie kraju kilka luksusowych apartamentów i drogich samochodów – wszystko to nabył za własne środki. Niedługo przed aresztowaniem, Lonsdale otrzymał od nieświadomej niczego królowej Elżbiety II oficjalny list dziękczynny „za wybitne zasługi w rozwoju przedsiębiorczości na chwałę Zjednoczonego Królestwa”.
Głównym celem jego szpiegowskiej działalności w Anglii było pozyskiwanie informacji o brytyjskich i amerykańskich bazach powietrznych i morskich na terytorium królestwa, a w szczególności o zastosowaniu napędu jądrowego w brytyjskich okrętach podwodnych oraz pracach nad bronią bakteriologiczną w tym kraju. Jego największym sukcesem na polu szpiegowskiej działalności było zwerbowanie (podając się za pracownika amerykańskiej ambasady – oficera US Navy) Harry’ego Houghtona – starszego bosmana i szyfranta Royal Navy, który mając dostęp do najbardziej tajnych informacji i przekazując je sowieckiemu agentowi, zapewnił ZSRR oszczędności rzędu miliardów dolarów podczas prac nad różnego rodzaju systemami uzbrojenia. Jednak to właśnie Houghton stał się przyczyną dekonspiracji Mołodego. W styczniu 1961 roku uciekł na Zachód wysoki funkcjonariusz kontrwywiadu wojskowego PRL – Michał Goleniewski, który od 1958 pracował dla CIA. Nie wiedział o Mołodym, ale znał nazwisko Houghtona – zwerbowanego na początku lat 50. przez wywiad PRL w okresie jego służby jako szyfranta w ambasadzie brytyjskiej w Warszawie. 7 stycznia 1961 roku Houghton został aresztowany wraz z Mołodym podczas próby przekazania dokumentów. Po procesie w marcu 1961 Konon, został skazany na dwadzieścia pięć lat więzienia. Spędził w nim jednak tylko trzy lata, wymieniony w kwietniu 1964 na brytyjskiego agenta Greville’a Wynne’a. Podczas pobytu w brytyjskim więzieniu kilkakrotnie otrzymywał propozycje współpracy od wywiadu brytyjskiego i amerykańskiego, które stanowczo odrzucał.
Zmarł nagle, sześć lat po powrocie do ZSRR, 11 października 1970, na skutek udaru mózgu spowodowanego nadużywaniem alkoholu. Został pochowany na cmentarzu Dońskim w Moskwie.
Pomimo aresztowania kilku członków z jego siatki, zwanej od miejsca gdzie znajdowała się baza brytyjskiej marynarki wojennej „portlandzką” (oprócz Houghtona, byli to: Ethel Gee i małżeństwo Morrisa i Lony Cohenów), niektórzy z jego agentów w Wielkiej Brytanii nigdy nie zostali wykryci.

## Życie osobiste
Na przełomie lat 40/50. ożenił się z nieznaną z nazwiska wdową imieniem Galina. Adoptował jej córkę, a kilka lat po ślubie przyszedł na świat ich syn Trofim.

## W kulturze masowej
Powstały dwa filmy nawiązujące w swojej fabule do szpiegowskiej działalności Mołodego. Były to: brytyjski Ring of Spies z 1964 roku oraz radziecki Martwy sezon z 1968. Zwłaszcza ten drugi obraz, w którym protoplastą głównego bohatera był Konon, był w swojej fabule najbardziej związany z działalnością radzieckiego agenta. On sam był osobiście zaangażowany w prace nad filmem jako konsultant.